# 雅魯県
雅魯県（がろ-けん）は中華民国黒竜江省にかつて存在した県。

## 地理
雅魯県は黒竜江省北西部、大興安嶺南麓に位置した。現在のフルンボイル市に相当する。

## 歴史
県名は県内を流れた雅魯河に由来する。「雅魯」は満洲語で「田地の傍」、モンゴル語で「川岸」を意味する。
清代は黒竜江将軍斉斉哈爾副都統の管轄とされ、中華民国が成立すると黒竜江省竜江道の管轄とされた。1916年（民国5年）7月に済沁河稽墾局及び扎蘭屯稽墾局が設置され、1925年（民国14年）12月1日に両稽墾局が統合され雅魯設治局が成立した。1929年（民国18年）1月に雅魯県に昇格、三等県とされた。
1932年（大同元年）、満州国が成立すると奇乾県は興安東分省の管轄とされた。翌年には布特哈旗に編入され雅魯県は消滅した。
| 前の行政区画 雅魯設治局 | 黒竜江省の歴史的地名 1925年 - 1933年 | 次の行政区画 布特哈旗 |